# Teucholabis dedecora
Teucholabis dedecora är en tvåvingeart som beskrevs av Alexander 1936. Teucholabis dedecora ingår i släktet Teucholabis och familjen småharkrankar. Inga underarter finns listade i Catalogue of Life.